# Štětinatec
Štětinatec (Solenodon) je jediný rod čeledi štětinatcovitých, který zahrnuje čtyři druhy živočichů z řádu hmyzožravců (Eulipotyphla). Dva žijící druhy se vyskytují pouze na Hispaniole a na Kubě, dva další druhy vyhynuly během čtvrtohor. Podle červeného seznamu IUCN jsou oba žijící druhy evidovány jako ohrožené.

## Evoluce
Podle dat z molekulární fylogenetiky se tato skupina vývojově oddělila od ostatních hmyzožravců v období paleocénu, asi před 58,6 milionu let.